# 七一路街道 (铜川市)
七一路街道，是中华人民共和国陕西省铜川市王益区下辖的一个乡镇级行政单位。

## 行政区划
七一路街道下辖以下地区：
云梦堤社区、建乐社区和大同路社区。